# Adam Krafft
Adam Krafft (ur. w 1493 w Fuldzie, zm. 9 września 1558 w Marburgu) – niemiecki duchowny protestancki, działacz reformacyjny, prekursor reformacji w Hesji.
Adam Krafft studiował na Uniwersytecie w Erfurcie, w 1512 roku uzyskał bakalaureat, a w 1519 roku – tytuł magistra. Przez jakiś czas nauczał w Fuldzie, później przeniósł się do Bad Hersfeld. Następnie został nadwornym kaznodzieją księcia Filipa Wielkodusznego, który uczynił go superintendentem Marburga w 1526 roku i profesorem teologii w 1527 roku. Był jednym z sygnatariuszy Artykułów Szmalkaldzkich. Brał udział we wszystkich działaniach reformacyjnych na terenie Hesji, swą działalnością wywarł znaczny wpływ na historię tego kraju.